# Назар
Назар, назар бонджук или „синьо око“, „синьо мънисто“ (на турски: nazar boncuğu, на старинен турски gökçe munçuk, със значение „синьо мънисто“) е амулет във форма на око, за който се смята, че предпазва от „зли очи“ (уроки). Думата „назар“ произхожда от арабски نظر, „зрение“, „взор“.
Традиционно назарът е ръчно изработено стъклено украшение, представляващо стилизирани концентрични кръгове или капки в тъмносиньо, бяло, светлосиньо и черно, понякога и с жълто или златисто по края. Талисманът е свързван с тенгризма и е наследство от времето на Османската империя. Често срещан амулет или украшение е в Турция, но също и в страни като Албания, Босна и Херцеговина, България, Гърция, Кипър, Сирия, Ливан, Египет, Армения, Иран, Афганистан, Ирак и Азербайджан, където се среща закачен в домове, офиси, коли, върху дрехите на децата или като част от бижута и декоративни орнаменти. Назарите са и популярни като сувенири за туристите, например под формата на ключодържатели, медальони, вятърни камбанки и други.

## Други употреби
Използва се като лого за CryEngine 3 на турската компания за видеоигри Crytek.
Назарът е избран и за лого на Световното първенство по футбол за младежи през 2013 г., домакинствано от Турция.
Назарът е добавен към Unicode като U+1F9FF 🧿 (nazar_amulet) през 2018 г.